# Dorf ZH
| ZH ist das Kürzel für den Kanton Zürich in der Schweiz. Es wird verwendet, um Verwechslungen mit anderen Einträgen des Namens Dorf zu vermeiden. |

Dorf ist eine politische Gemeinde im Bezirk Andelfingen, dem Weinland des Kantons Zürich in der Schweiz. Ihr Mundartname ist Doorff.

## Wappen
Blasonierung:
In Silber zwei gekreuzte schwarze Schlüssel mit zugewendeten Bärten

## Geographie
Dorf liegt an der Strasse von Henggart nach Flaach im Flaachtal. Auf einer Anhöhe steht das Schloss Goldenberg. Von der Gemeindefläche sind 46,0 % landwirtschaftliche Nutzfläche, 41,0 % Wald, 11,7 % Siedlungsfläche, und 1,3 % dienen dem Verkehr (Stand 2018).
Die Gemeinde Dorf grenzt im Nordosten an Andelfingen, im Südosten an Neftenbach, im Südwesten an Buch am Irchel und im Westen an Volken.

## Bevölkerung
| Jahr      | 1467 | 1634 | 1850 | 1900 | 1950 | 2000 | 2005 | 2010 | 2015 | 2020 | 2022 | 2023 |
| --------- | ---- | ---- | ---- | ---- | ---- | ---- | ---- | ---- | ---- | ---- | ---- | ---- |
| Einwohner | 50   | 187  | 413  | 336  | 295  | 593  | 630  | 633  | 627  | 665  | 712  | 721  |

## Politik
Gemeindepräsident ist Patric Eisele (parteilos, Stand 2023).
Bei der Nationalratswahl 2019 erreichten die Parteien folgende Wähleranteile: SVP 48,87 %, glp 11,12 %, SP 9,85 %, FDP 9,74 %, EDU 8,41 %, EVP 4,35 %, Grüne 3,94 %, CVP 2,04 %, BDP 0,81 % und andere (8) 0,85 %.
Die Wähleranteile bei der Nationalratswahl 2023: SVP 45,64 % (−3,22 %), FDP 10,75 % (+1,01 %), SP 10,32 % (+0,47 %), glp 7,36 % (−3,76 %), EDU 7,29 % (−1,12 %), Die Mitte 6,63 % (+3,77 %), Grüne 4,01 % (+0,07 %), EVP 3,07 % (−1,28 %), Mass-Voll! 1,84 %, andere (11) 3,09 %.

## Geschichte
Die Gemeinde wurde im Jahre 1044 erstmals urkundlich erwähnt.

## «Villa Arbenz»
Südlich von Dorf, beim Rütihof unter dem Hügel Bergbuck, liegt die «Villa Arbenz», der frühere Kommandoposten der ehemaligen Grenzbrigade 6 der Schweizer Armee. Seinen Spitznamen trägt der Bunker nach dem letzten Kommandanten, Brigadier Peter Arbenz.
Die Anlage stammt aus den Jahren 1961/62. Die früher als geheim klassifizierte Anlage erstreckt sich ab dem als Scheune getarnten Eingang 300 m lang und 50 m tief in den Bergbuck-Hügel. Sie wurde 2011 ausser Betrieb genommen und entklassifiziert.

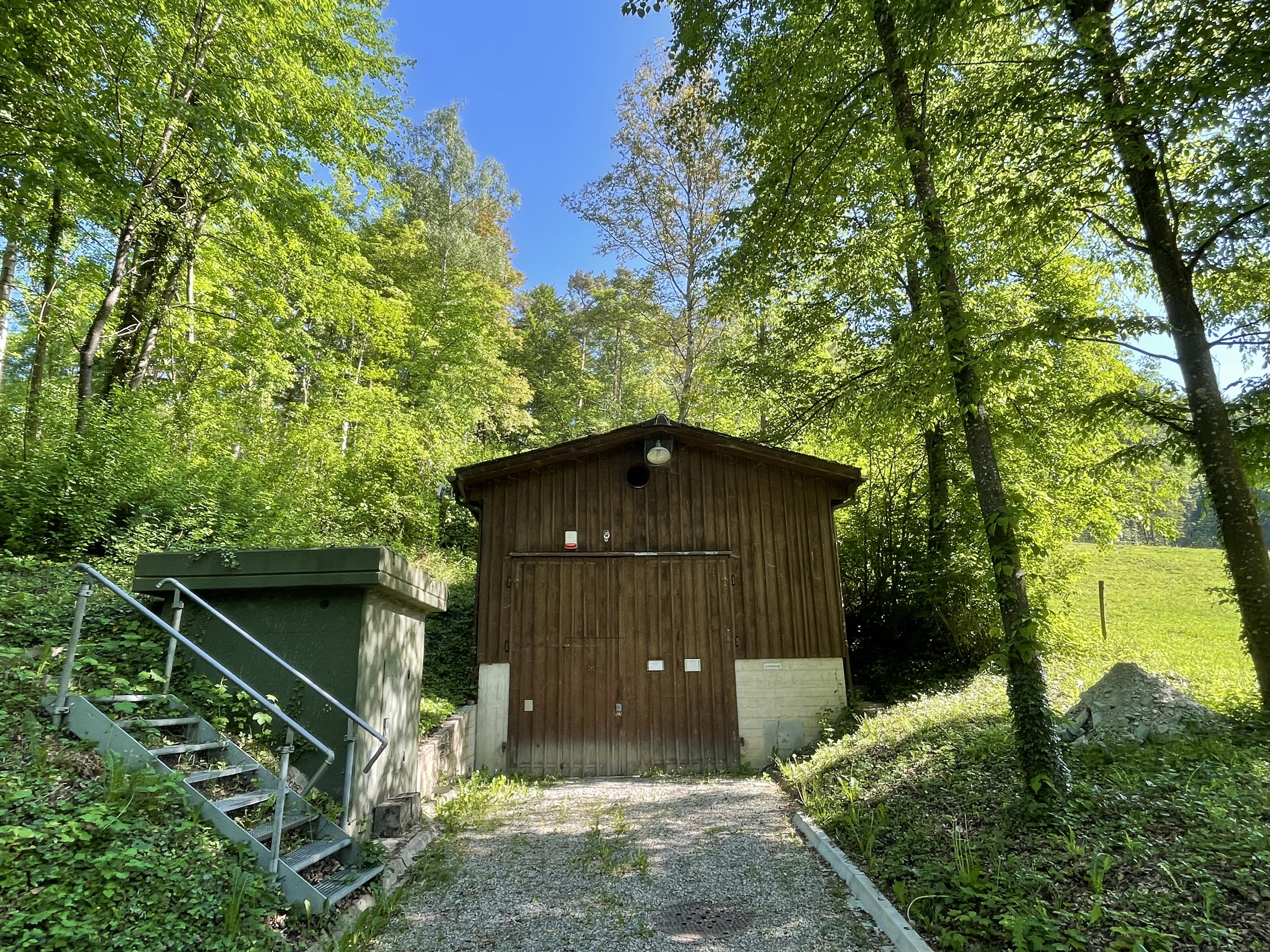
Früherer Kommandobunker «Villa Arbenz»
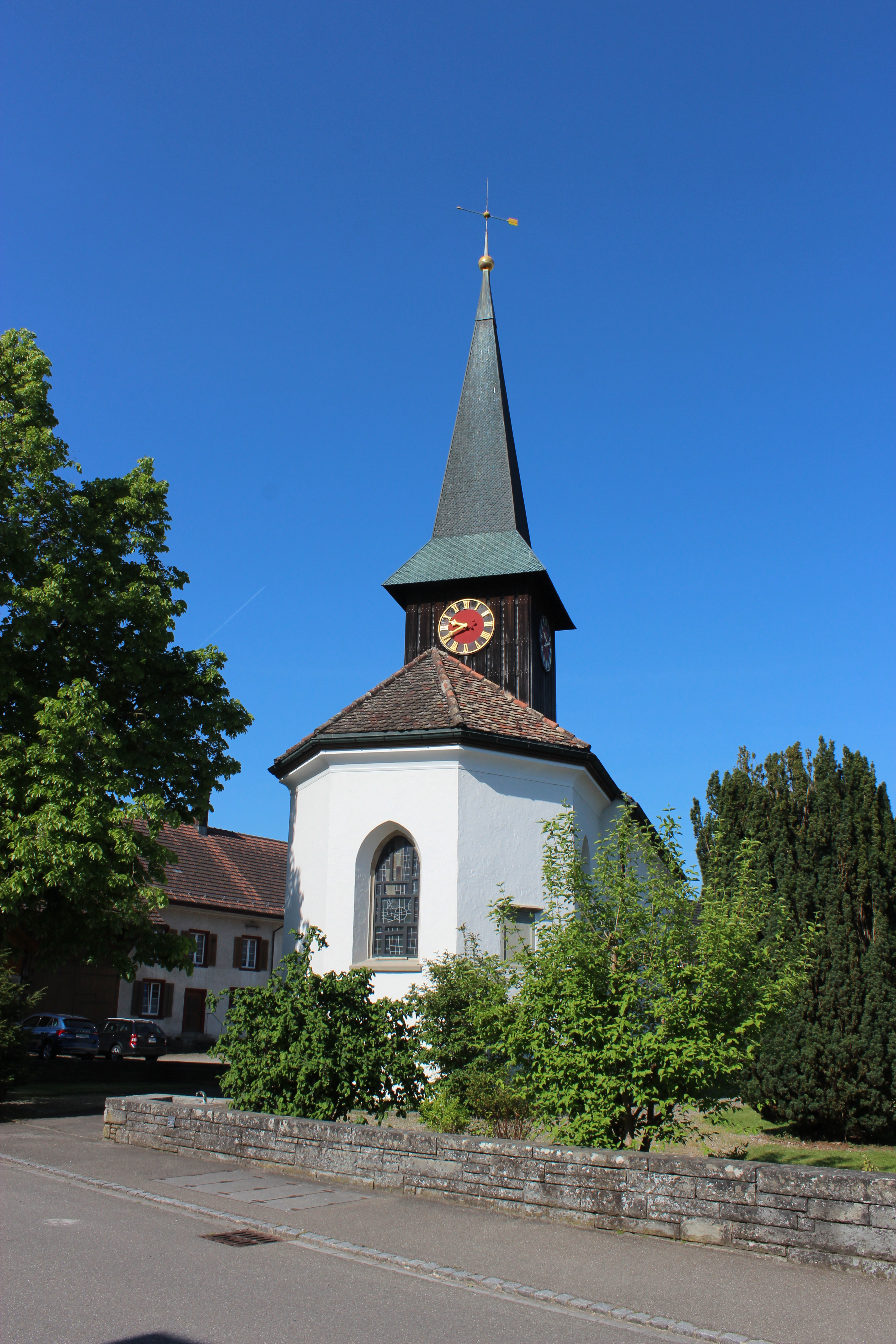
Reformierte Kirche
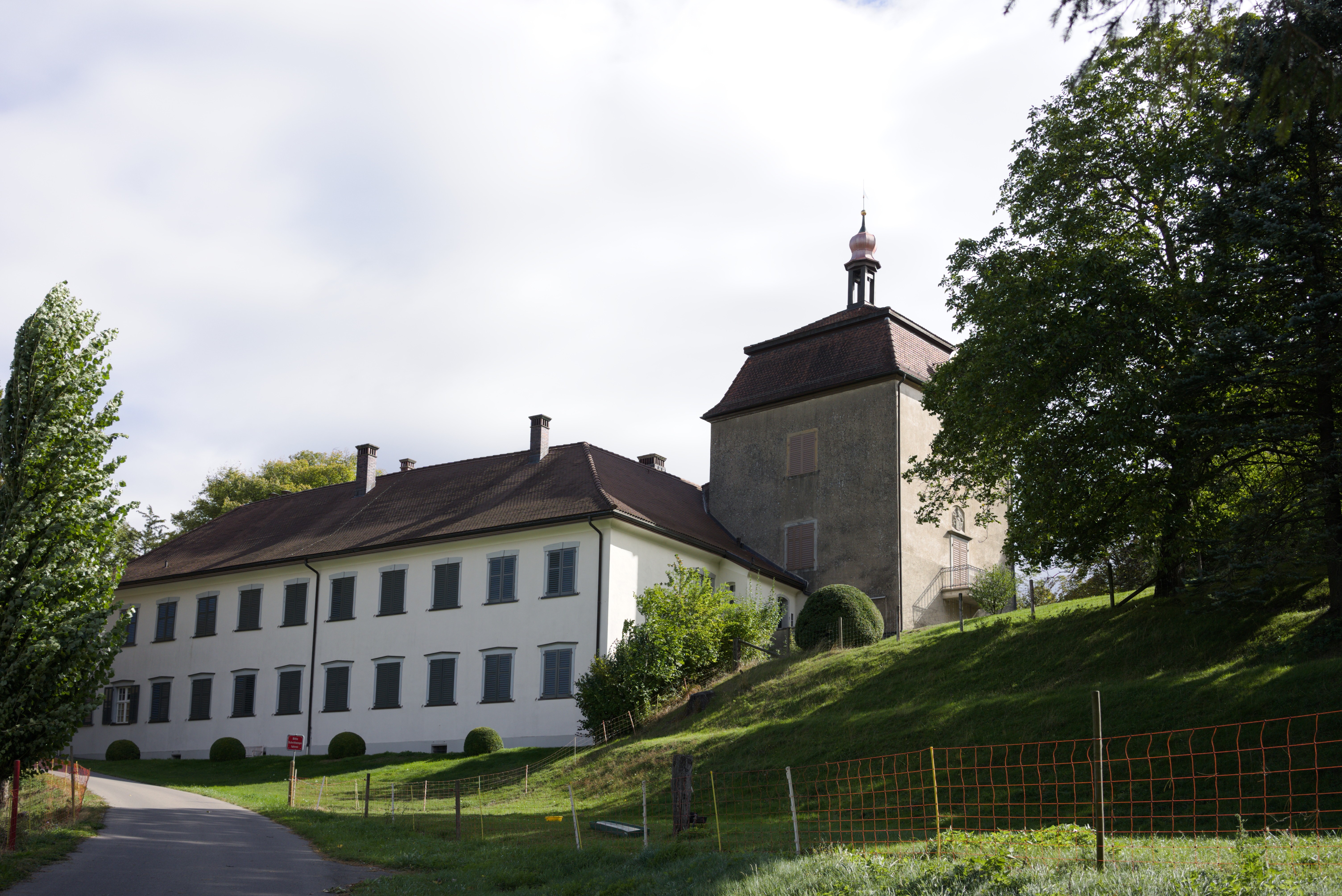
Schloss Goldenberg

## Persönlichkeiten
- Max Maag (1883–1960), Schweizer Maschineningenieur und Orgelbauer
- Eugen Wipf (1916–1948), Schweizer Funktionshäftling im SS-Sonderlager Hinzert